# Anselmo Fernández Rodríguez
Anselmo Fernández Rodríguez (* 21. August 1918 in Lissabon; † 19. Januar 2000 in Madrid) war ein portugiesischer Architekt und Fußballtrainer. Neben seinem beträchtlichen Beitrag zur Architektur von Lissabon – viele der Gebäude, an denen er beteiligt war, wurden prämiert und stehen heute unter Denkmalschutz – gewann er als Trainer mit Sporting Lissabon den Europapokal der Pokalsieger von 1964. Zuletzt war er Trainer bei CUF Barreiro. Er war einer der ersten, der Filmaufnahmen zur Analyse von Gegnern einsetzte.

## Leben

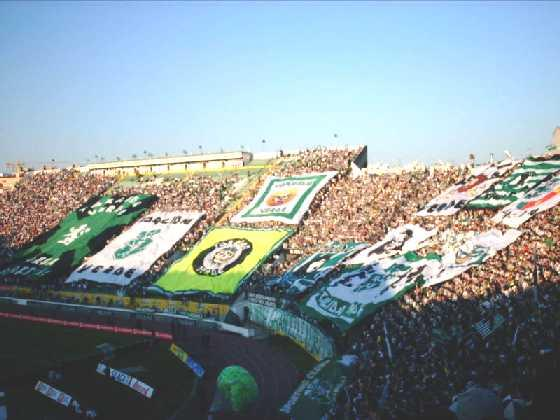
Das historische Estádio José Alvalade

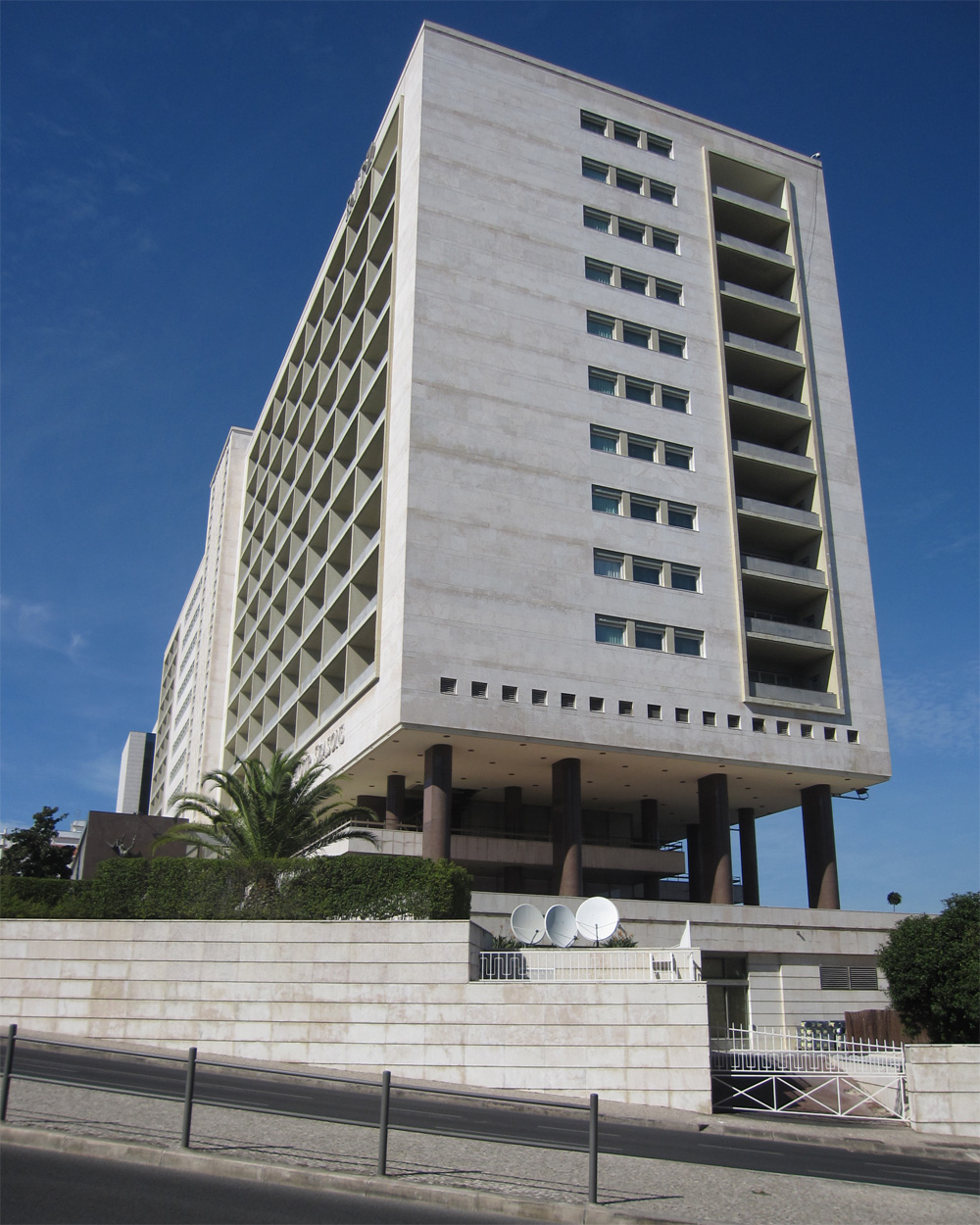
Hotel Ritz, Lissabon

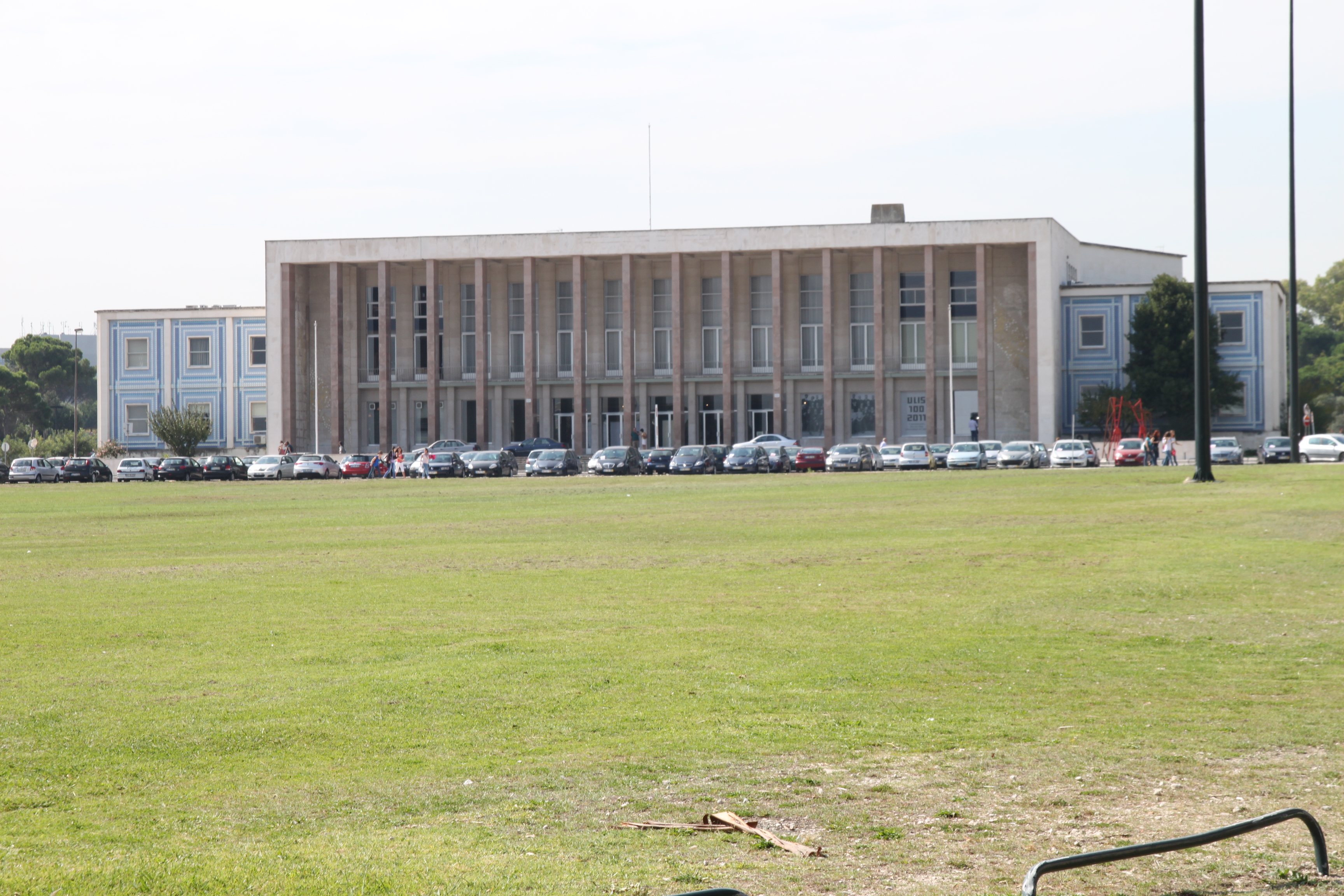
Rektorat der Universität Lissabon

Der spanischstämmige Anselmo Fernández begann im Alter von 16 Jahren eine Fußballerlaufbahn bei Sporting Lissabon, die er aber bald aus gesundheitlichen Gründen aufgeben musste. Ab seinem 27. Lebensjahr widmete er sich bei Sporting dem Rugby, wo er sich zu einem ausgezeichneten Schiedsrichter entwickelte.
In der Folgezeit wurde er zu einem erfolgreichen Architekten. Sein erstes bedeutendes Werk war das ab 1955 innerhalb eines Jahres fertiggestellte Estádio José Alvalade, das er zusammen mit António Augusto Sá da Costa erbaute. Das Stadion, das knapp 61.000 Zuseher fasste, war bis 2003 Heimstatt von Sporting Lissabon, als es einem als Estádio José Alvalade XXI bekannten Neubau für die Europameisterschaft 2004 weichen musste. Anselmo Fernández berechnete dem Verein für seine Arbeit nichts.
Zusammen mit António Pardal Monteiro gestaltete er zwischen 1956 und 1959 das Hotel Ritz in Lissabon, welches heutzutage unter Denkmalschutz steht. 1961 war er substantiell an den Umbauten des dieser Tage ebenso denkmalgeschützten Hotel Tivoli auf der Avenida da Liberdade, der Prachtstraße Lissabons, beteiligt.
Er arbeitete mit Porfírio Pardal Monteiro beim Bau der Reitoria da Universidade de Lisboa, dem Universitätsrektorat, das mit einem prestigeträchtigen Prémio Valmor ausgezeichnet wurde, und bei den Fakultäten für die Künste und Recht von Lissabon, die Faculdade de Letras und die Faculdade de Direito, zusammen.
Bereits 1962 löste er für kurze Zeit den in Portugal legendären 67-jährigen Ungarn József „Joseph“ Szabó als Trainer ab. Seine große Stunde kam aber in der Saison darauf. Sporting Lissabon schlitterte in eine Krise. Nach einer 1:4-Niederlage im Viertelfinale des Europapokals der Pokalsieger am 26. Februar 1964 beim englischen Verein Manchester United – weiland mit bedeutenden Spielern wie Bobby Charlton, George Best und Denis Law ausgestattet – wurde Fernández als Director Técnico dem brasilianischen Trainer Gentil Cardoso überstellt, der wiederum Jozséf Szabó, nunmehr als „Feldtrainer“, treinador do campo, arbeitend, ablöste. Nach einem Unentschieden im nächsten Meisterschaftsheimspiel wurde Cardoso vollends freigestellt und durch Francisco Reboredo, bis dahin Cheftrainer beim Ligakonkurrenten Vitória Setúbal, ersetzt.
Im nachfolgenden Viertelfinalrückspiel gegen Manchester United gelang ein sensationeller 5:0-Erfolg. Nachdem im Halbfinale Olympique Lyonnais ausgeschaltet werden konnte, endete das Finale gegen MTK Budapest im Brüsseler Heysel-Stadion mit 3:3. Im Entscheidungsspiel im Bosuil-Stadion von Antwerpen gelang Sporting durch einen 1:0-Sieg – dank eines direkt verwandelten Eckstosses von João Morais, der nur aufgrund der Verletzung des Verteidigerstars Hilário Conceição ins Aufgebot kam – der bislang größte internationale Erfolg. Fernández, der sich auch in diesem Fall dem Verein kostenfrei zur Verfügung stellte – nahm darauf wieder Abschied von der Trainerbank. In jener kurzen Zeit hatte er sich bereits als Pionier erwiesen, als er Filmaufnahmen von Gegnern zur Vorbereitung einsetzte.
Neuer Trainer wurde der Franzose Jean Luciano. Im Verlauf der Saison erlebte der aufgrund des Stadionbaus noch immer unter finanziellem Stress stehende Verein eine weitere sportliche Krise. Bis März 1965, als er die Krise behoben sah, stellte sich Fernández erneut zur Verfügung und Armando Ferreira, ein erfolgreicher Spieler von Sporting in den 1940er Jahren und zwischenzeitlich auch Nationaltrainer, wurde sein Nachfolger. Die Saison 1965/66 begann erneut mit Fernández auf der Trainerbank und bald konnte er auch einen 4:0-Erfolg gegen Girondins Bordeaux im Messepokal feiern. Diesmal wurde ihm auch eine Bezahlung von 15 Millionen Escudos im Monat angeboten, was er aber als recht niedrig ansah. Weitere Dissonanzen führten schließlich zu seinem baldigen Abgang. Der Brasilianer Otto Glória sollte Sporting schließlich zum Ende der Saison zum ersehnten Meistertitel führen, dem zwölften der Vereinsgeschichte.
Anselmo Fernández übernahm schon bald den Erstligisten CUF Barreiro, mit dem er in drei Saisonen Plätze im Mittelfeld erreichen sollte. Ein Verkehrsunfall, der einen neurochirurgischen Eingriff notwendig machte, beendete aber seine Trainerlaufbahn.
Sporting Lissabon erwies Anselmo Fernández im Verlauf der Zeit noch die größten Ehren des Vereins, den Prêmio Stomp und die Ehrenmitgliedschaft. Die dem Verein nahestehende Gruppe Os Cinquentenários ernannte ihm zum Visconde de Alvalade, zum „Grafen von Alvalade“.

## Werke
- Estádio José Alvalade, Lissabon, 1956
- Hotel Tivoli, Lissabon, 1956
- Hotel Ritz, Lissabon, 1956
- Reitoria da Universidade, Lissabon. Ausgezeichnet mit dem Prémio Valmor.
- Faculdades de Letras, Lissabon.
- Faculdades de Direito, Lissabon.

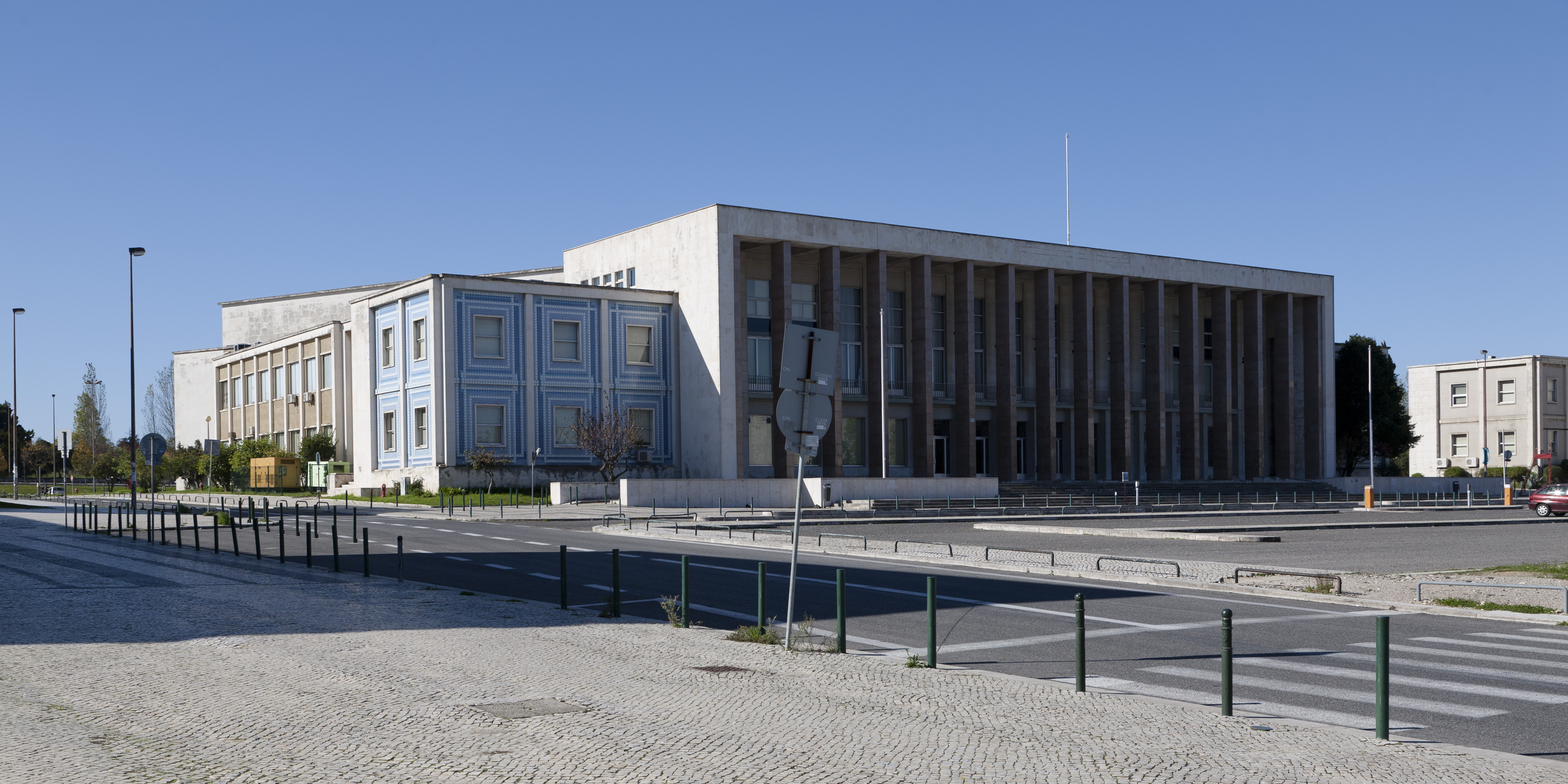
Reitoria da Universidade de Lisboa
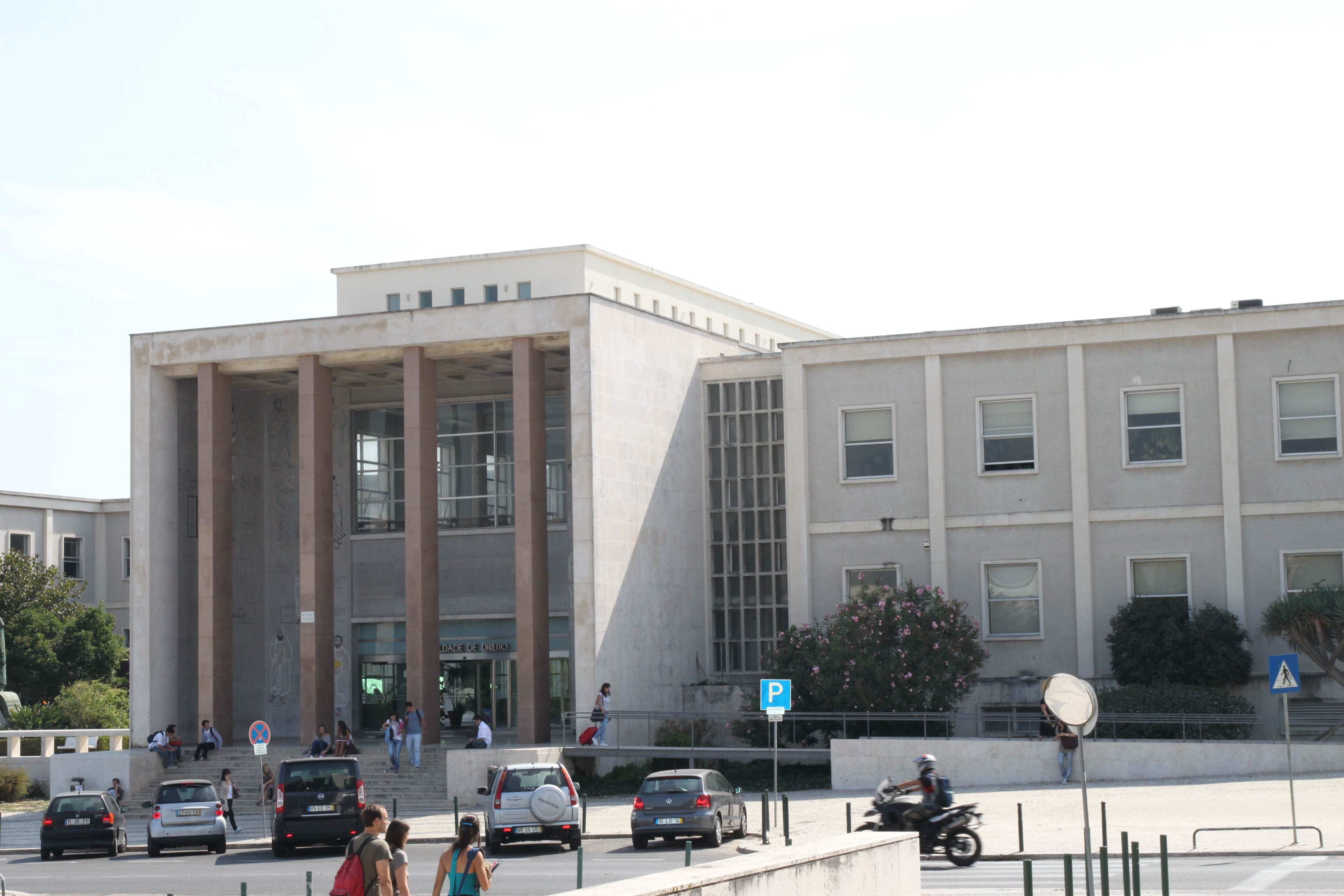
Faculdade de Direito da Universidade de Lisboa
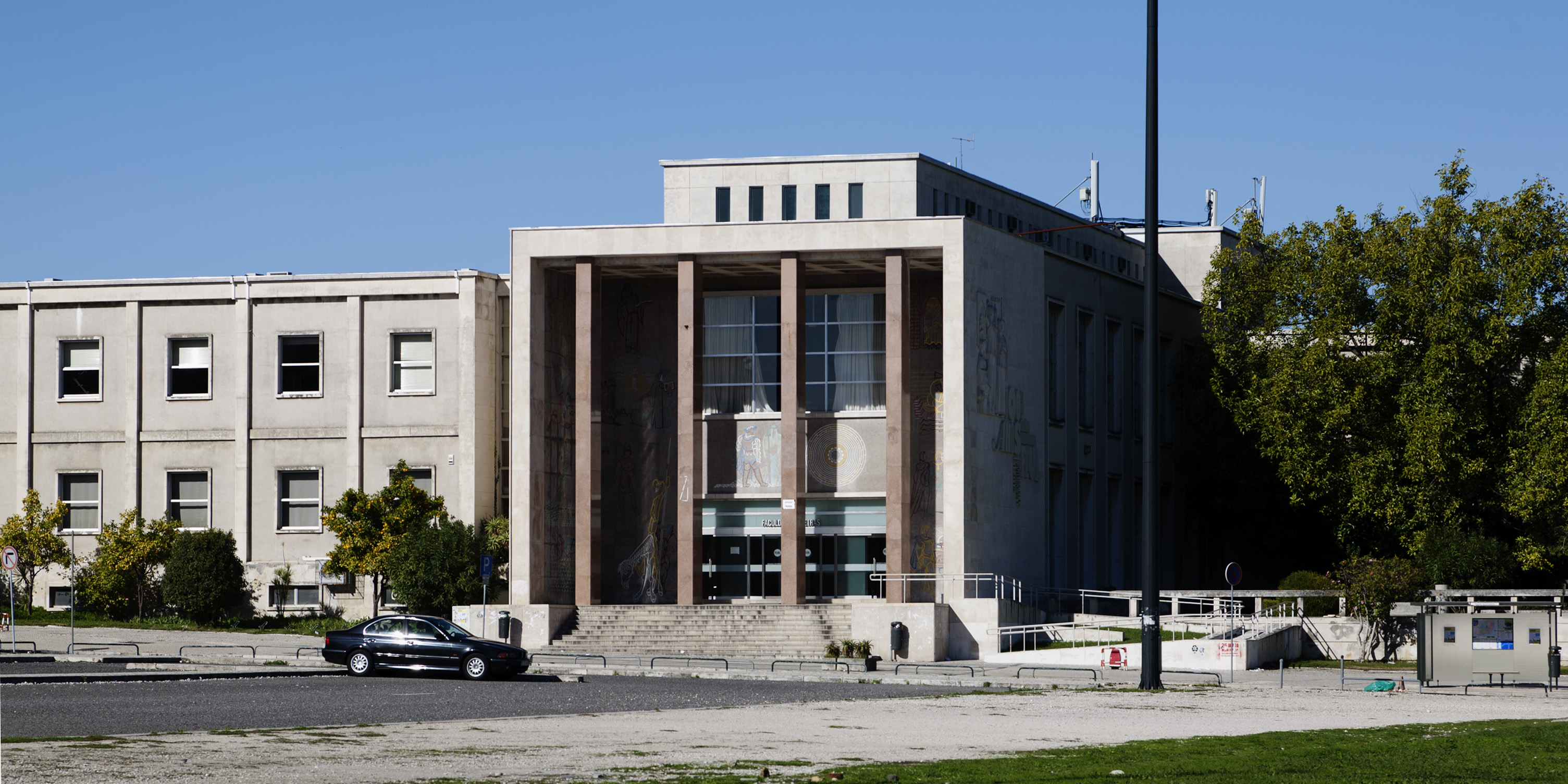
Faculdade de Letras da Universidade de Lisboa
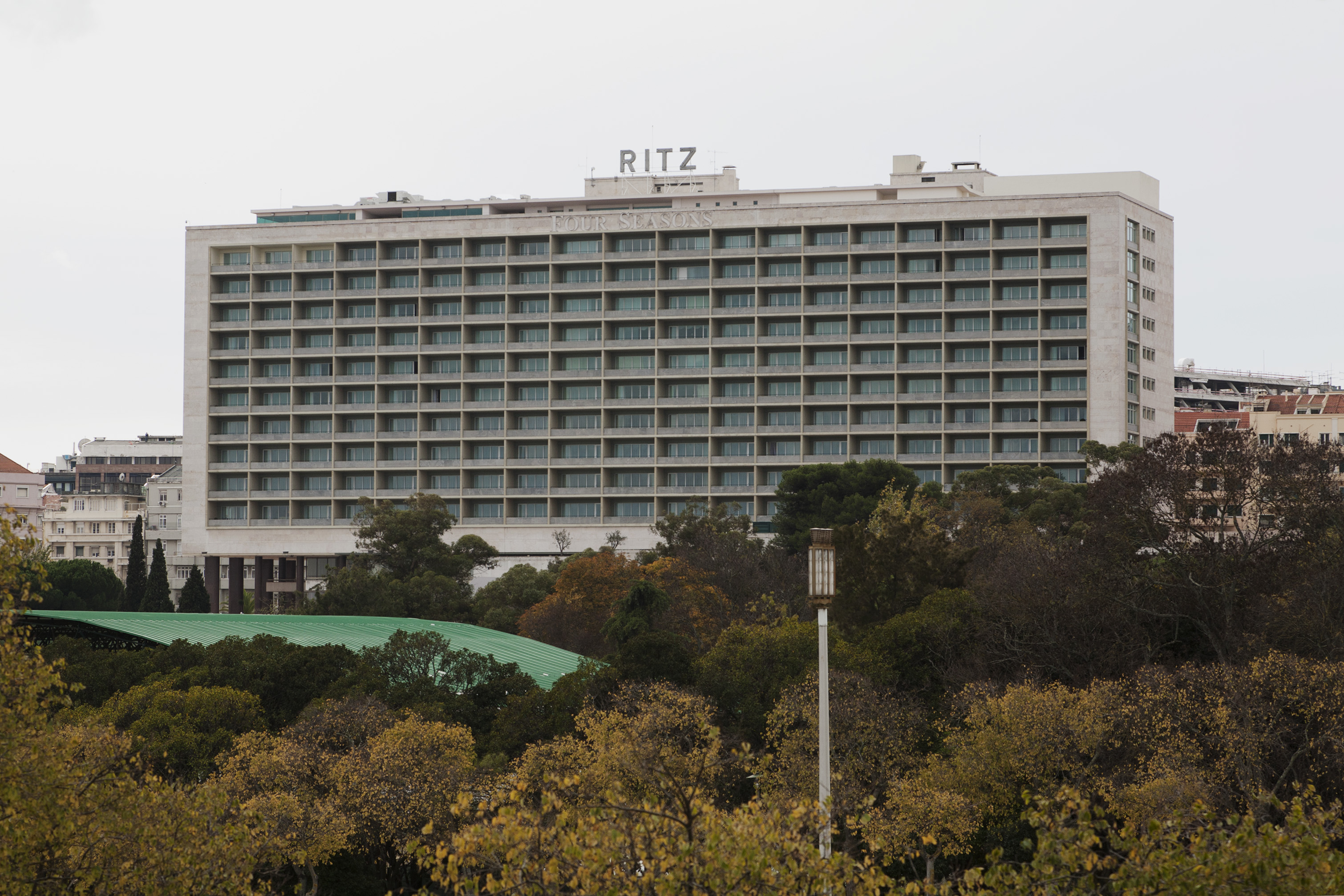
Hotel Ritz, Lisboa

## Erfolge
- Europapokal der Pokalsieger: 1964